# Кеуруу
Ке́уруу (фин. Keuruu швед. Keuru) — город в провинции Центральная Финляндия (Кески-Суоми) в Финляндии.
Численность населения составляет 10 676 человек (2010). Город занимает площадь 1 430,62 км² из которых водная поверхность составляет 172,32 км². Плотность населения — 8,48 чел/км².

## Известные уроженцы

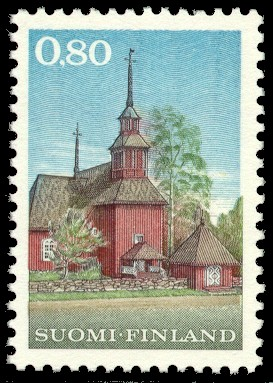
Церковь в Ке́уруу

- Матти Кассила (1924—2018) — финский кинорежиссёр, сценарист, продюсер, актёр.
- Пиркко Вахтеро (род. 1936) — финская художница почтовых марок, дизайнер и геральдист.